# 国际时讯
《国际时讯》，是中国中央电视台新闻频道的一档新闻品牌节目，播出时间为每周一至周五22点至22点25分，现时栏目播出时长为25分钟（算广告则为30分钟，若当晚《新闻联播》超时则会顺延播出，并缩短播出时长）。《国际时讯》是原中央电视台第一套节目（CCTV-1）于2000年11月27日推出的一档资讯全面、报道客观、思想敏锐、语言明快国际新闻栏目。

## 主持人
现任主播：柴璐、黄峰、经蓓
代班主播：商亮、郑子可、王音棋、张仲鲁、宝晓峰、潘涛、和佳
曾任主播：李梓萌、朱广权、水均益、杨晨、秦方